# Ліга Пірвелі
Ліга Пірвелі (груз. პირველი ლიგა) або Перша ліга — друга футбольна ліга в ієрархії чемпіонату Грузії. Її було організовано 1990 року.

## Регламент
В лізі Пірвелі беруть участь 10 команд. Команди, що посідає перше місце по закінченні сезону переходять у найвищу лігу, а друга та третя команда грають перехідні матчі з клубами, що посіли восьму та дев'яту сходинку у Лізі Еровнулі.

## Клуби
2009/10
- Чіатура (Чіатура)
- Чіхура (Сачхере)
- Динамо (Батумі)
- Гурія (Ланчхуті)
- Гереті (Лаґодехі)
- Хобі (Хобі)
- Колхеті 1913 (Поті)
- Мерані (Мартвілі)
- Мерцхалі (Озургеті)
- Месахте (Ткібулі)
- Месхеті (Ахалцихе)
- Норчі-Динамо (Тбілісі)
- Торпедо (Кутаїсі)
- ФС 35 Сапехбурто Скола (Тбілісі)
- С.З.С.У. Тбілісі (Тбілісі)